# 部首
部首（ぶしゅ）とは、漢字を分類する際に用いられる漢字の一部分である。また、それによる分類の、各グループである。部首による分類では、全ての漢字に一つの部首が割振られる。
字書などで漢字を分類する際、偏旁、すなわち偏（へん）や冠（かんむり）など、字の一部分を用いる方法がある。部首とは一つには、そのような分類での、一つ一つの項目である。部首による分類は、字書における漢字の分類・配列方法であるのみならず、字書を引く際の検索方法も与える。
ある漢字がどの部首に分類されるかは字書による。形声文字では、意味を表す部分が用いられることが多い。たとえば「鉄」の字は、左半分の金属を意味する「釒」（金偏、かねへん）を部首とすることが普通である。これは、字書では「金」の部に置かれる。
一方で、「心」部とされうる部分は、いくつかの変形がある。
- 「志」の字の下側。これは、ほぼそのままの形である。
- 「快」の字の左側、「忄」。これは、普通「りっしんべん」と呼ばれる。
- 「慕」の字の下側、「㣺」。これは、普通「したごころ」と呼ばれる。

これらは、いずれも心に関係した意味を表す。字書により、これら全てを「心」部に入れたり、引き易くするために、形を重視して各々を別の部首としたりする。
このように、部首とは、「心」の部など、文字のグループであると同時に、「快」の字の左側、すなわち漢字の偏旁の中の、分類に使われる部分をも指す。文字の部分のうち部首となるのは、旁（つくり、字の右側）よりも偏（へん、左側）、あるいは脚（下側）よりも冠（上側）の方が多い。
日本では、部首の名称に正式なものはない。
漢字以外でも、部首による分類は、漢字と同じ字形要素を持つ古壮字、チュノムや、漢字を参考にして考案された西夏文字、漢字圏にあるイ文字、トンパ文字、水書などでも行われる。

## 部首法
部首法とは、漢字字書において、収録される漢字を分類する際、偏旁冠脚など、字の一部分を用いる方法である。部首法はまた、字書における漢字の検索方法ともなる。
字書における漢字の検索方法としては、部首索引のほか音訓索引や総画索引がある。また電子辞書などでは手書き入力が可能なものもある。

### 部首法における漢字配列
今日日本語の字書、すなわち漢和辞典における、漢字の分類・配列は、部首を軸とする方法が普通である。一般的な配列方法は、次のようになる
1. 全ての部首を画数が小さい方から順に並べる。
2. 各部首の中で部首以外の部分の画数の小さい方から順に並べる。
3. それも同じ場合には音読みの五十音順に並べる。

しばしば見返しに部首の索引が掲載される。

### 漢字の部首検索
部首を用いた検索は、字書の配列方法をそのまま利用する。部首を用いて、字書の中から漢字を探す手順は次のようになる。例として「銅」の字を用いる。
1. 部首の見当をつける。「銅」であれば金偏（かねへん）である。
2. 字書で部首の索引から、金偏（「金部」とも呼ばれる）が収録されているページに行く。
3. 漢字の部首でない部分の画数を数える。「銅」であれば、右側の「同」の形の部分であり、6画である。
4. 同じ部首の漢字は、部首でない部分の画数順に並んでいるので、6画の字の所まで行く。
5. 6画の字は、普通音読みの五十音順に並んでいる。「銅」(どう)は同じ6画の「銀」(ぎん)よりは後にあり、「銘」(めい)よりは前にある。

部首を用いて漢字を検索する場合には、上で用いた「銅」の字の例のように容易な場合もあれば、そうでない場合もある。たとえば部首が自明でない場合には、いくつか見当をつけて、それらを順に当たっていかなければいけない。字書によっては、この点を工夫し、たとえば「男」の字を「田」の部に収録する字書でも、「力」部の5画にも、「男」の字の記載ページを書くなど、利用者が探しそうな、いくつかの箇所からも引けるようになっているものもある。
コンピュータにおける漢字入力では、部首を利用できるものもある。一方で中国語の入力方法には、倉頡輸入法など漢字を部分に分解して入力するものもあるが、部首との直接の関連はない。

## 歴史
漢字をいくつの部に分けるかは、時代や字書の編者によって異なっているが、大まかに言えば時代が進むにつれて、少ない部に分ける方向で整理されてきた。
本来は、例えば「心」を部分としている字を一つの「部」にまとめ、それらの部を代表する字として部の最初（首）に配置された字、ここでは「心」という字そのものが「部首」であった。そして「心」を部首とする部を「心部」のように呼ぶことにした。しかし、後に「部」と「部首」が混同され、「心」でなく「心部」のほうを「部首」と呼ぶようになった。

### 『説文解字』による部首分類
初めて漢字を部首によって分類したのは『説文解字』である。『説文解字』は篆書体（小篆）の漢字を540の部首に分けて体系付け、その成り立ちを「象形・指事・会意・形声・転注・仮借」の6種（六書；りくしょ）の原理に従って解説したものである。
『説文解字』の部首分類は、漢字の意味をその構成部分の持つ意味によって体系化することを目的としたものである。その上、ある漢字を元にして派生した漢字が1字でもあれば元になる漢字を必ず部首として立てるという方針で編纂されているため、「殺」や「放」などの形声文字も部首として立てられている。部首の数も非常に多く、「一」から「十」までの数字、「甲」から「癸」までの十干、「子」から「亥」までの十二支がすべて部首になっており、その中には部首字を意符とする漢字がなく部首字そのものしか属していない部首も多い。ちなみに数字・十干・十二支のうち『康熙字典』や現代の漢和辞典で部首とされているものは「一」「二」「八」「十」「乙」「己」「辛」「子」「辰」「酉」のみである。部首の配列法は意味の関連と字形の関連によっているが、数の冒頭である「一」で始まり、十二支の末尾である「亥」で終わるもので、陰陽五行の理念の影響を強く受けている。そのため、部首分類を利用して目当ての字を探し出すことは極めて困難であった。
以後、『説文解字』に倣って、部首によって漢字を分類した書物（これを字書と呼ぶ）がいくつか作られた。『玉篇』（542部首）、『類篇』（540部首）などの字書は、親字が楷書体となり、字解の内容も漢字の成り立ちでなく字義を中心としたものに変わっている。しかし、取り上げられている部首は『類篇』では『説文解字』と全く同じであり、『玉篇』でも違いはわずかである。そのため、検索については『説文解字』と同じ欠点を持っていた。
中国では、長い間、検索の利便性の点から、漢字を部首別に並べた字書の配列よりも、漢字を韻目順に並べた韻書の配列の方が多く利用されてきた。部首分類の祖である『説文解字』も、南宋の時代に部首を韻目順に並べ替えた『説文解字五音韻譜』が出るとたいへん広く使われ、一時は『説文解字』というとこの本のことを指すほどであった。『佩文韻府』（はいぶんいんぷ）や『隷辨』（れいべん）などが韻目順であるのは、検索にもっとも便利であるからである。
その後、遼の僧侶行均の『龍龕手鑑』（242部首）、金の韓孝彦・韓道昭の『五音篇海』（444部首）など、部首の数をしぼって索引の便を図った字書が出た。特に『五音篇海』は同一部首に属する漢字の画数順配列を（部分的にではあるが）採用している。しかし、これらの字書では、まだ部首自体の配列順に画数順は採られておらず、『龍龕手鑑』では部首を四声の順に配列し、『五音篇海』では五音三十六字母の順、すなわち部首字の子音順に配列する方式が採られていた。また、字書によっては、うまく部首に分類できない漢字を収めるための「雑部」が設けられている場合もあった。

### 『字彙』による部首分類
現在の主流である、画数順に214部首を並べる形は、明の万暦43年（1615年）、梅膺祚によって編纂された『字彙』によって初めて行われた。『字彙』は部首の配列順及びその部首に属する漢字の配列順をすべて画数順とした画期的な字書である。それ以前の字書に多く見られた所属文字の極めて少ない部首を大胆に統合したこともあって、本書の出現によって字書による漢字の検索は以前に比べて極めて容易になった。
『字彙』による所属文字の少ない部首の統合の実例を挙げる。『説文解字』では「男部」に「男、甥、舅」の3字が属するが、『字彙』では「男部」は廃止され、「男」は「田部」に、「甥」は「生部」に、「舅」は「臼部」に移っている。「甥」も「舅」も形声文字であり「生」「臼」はその音符、「男」は意符にあたる。形声文字の部首は、その意符の部分とする、という原則よりも、所属文字わずか3字の「男部」を廃止し、結果として検索をより容易にしている。
『説文解字』では象形文字は部首になるべきものであるが、その象形文字を意符として作られた漢字が存在しない場合や極めて少数である場合には、部首を立てても検索をいたずらに困難にするだけである。そのため、『字彙』では象形文字は、「甲」「申」「由」がいずれも「田部」に属するように、字義と無関係な部首に移しているものが多い。また、『字彙』の部首の中には、字源ではなく字形によって分類することによって検索に役立つことだけを目的に立てられたものも一部含まれている。例えば「亠部」の部首字の「亠」は漢字としては本来存在せず、検索の便宜上作り出されたものであり、「冂部」「干部」「爻部」なども部首字自体は象形文字だが、部首としては意符というよりも字形分類のために立てられている。
以上のように、『説文解字』の部首が漢字を意味により分類し体系づけることを目的としているのに対し、『字彙』の部首は漢字を検索するための形態による分類の道具、という面が強い。しかし、全体的には意味によって漢字を分類するという要素も残している。

### 『康熙字典』による部首分類
『康熙字典』の部首の配列順は『字彙』におおむね従っている。違いは2か所のみであり、1つは『字彙』が5画部首の冒頭を「玉玄瓜」の順としているのを、『康熙字典』が康熙帝の御名「玄」を5画部首の冒頭にするために「玄玉瓜」の順に改めているところと、もう1つは4画で气部と氏部の配列を入れ替えているところである。それぞれの漢字の部首の決め方は、『字彙』がどちらかというと字形に傾いているのを、『康熙字典』はやや字義優先に修正している。
なお、これらの214部の分類で、同画数の部首の配列順序には、全体を貫く原則は存在しない。しかし、2画では「人」「儿」「入」「八」部が、3画では「土」「士」部が、4画では「日」「曰」部が並んでいるように字形の類似した部首を並べる配慮がされているほか、4画で「牙」「牛」「犬」部が並んでいるように意味の類似した部首をまとめようとしていることも窺える。

## 伝統的な部首分類と漢和辞典の改良
昭和の始めまで、日本の漢和辞典は、意味による部首分類である康熙字典の分類を踏襲するのが普通であったため、部首を引くのは必ずしも容易ではなかった。たとえば、「忄」（りっしんべん）の字を引くには「心」部を見なければならず、「承」の字は「手」部を見る必要があった。これらは、字の成り立ちに由来していることが多い。また、1946年（昭和21年）の当用漢字表、1949年（昭和24年）の当用漢字字体表による新字体への変更により、旧字体との乖離への対応も必要となった。

### 字形主義と字義主義
『康煕字典』の部首の選択は字義主義（形声文字の意符を部首に選ぶ）と字形主義の折衷的な方式であり、何を部首として引いたらよいのかわからないことが少なくない。
長沢規矩也は、字の見た目から引けるように工夫をした『新撰漢和辞典』を1937年（昭和12年）に三省堂から刊行した。これは字形主義の代表である。この方式は戦後の『三省堂漢和辞典』（1971年初版）にも引き継がれた。三省堂の部首は以下のような原理に従っているという。
- 意味を考慮せず、できるだけ偏や冠で引けるようにする
- 多くの漢字の上半分・左半分に共通してある形で、従来の部首にないものについて、部首を新設する
- 人偏（亻）や立刀（刂）・立心偏（忄）などは独立した部首として立てる
- 匚部と匸部、土部と士部などは統合する

海外の辞典で字形主義を採用している例では、Nelsonの英語圏で販売されている漢英辞典が挙げられる。この辞典では、採用している部首そのものは康熙字典の214部首体系であるが、一定のルールに従って部首を定められるようにしており、この辞典での部首決定法のルールは次の順序となっているという。そして結果的には12%ほどの漢字が、伝統的部首とは別の部首に配属されるという。
- 1.全体→2.唯一→3.囲み(垂・繞・構)→4.偏→5.旁→6.冠→7.脚→8.北西→9.北東→10.南東→11.南西→12.あらゆる位置で部首を探す(a.最高→b.少画→c.最左)

逆になるべく字義主義を取ろうとしたのが角川『新字源』で、凡例で「検索に著しいさまたげがないかぎり、合理的な部首に移した」と言っているのは、これを指す。『新字源』と『康煕字典』で部首の変更があったものを例示すると、以下のようになる。
| 字 | 康煕字典 | 新字源   |
| -- | -------- | -------- |
| 修 | 人部8画  | 彡部7画  |
| 外 | 夕部2画  | 卜部3画  |
| 如 | 女部3画  | 口部3画  |
| 巡 | 巛部4画  | 辵部3画  |
| 知 | 矢部3画  | 口部5画  |
| 舒 | 舌部6画  | 亅部11画 |
| 飲 | 食部4画  | 欠部8画  |

### 同一部首の変形の扱い
伝統的には、たとえば「心」の部には、「忘」の字など、「心」の形を保ったものの他に、「快」の字のように、偏で「忄」の形のもの、また「慕」の字など、脚で「㣺」の形のものを収める。艸部の「艹」、辵部の「辶」、邑部の「阝」（おおざと）、阜部の「阝」（こざとへん）などのように、その部首に所属する漢字のほぼ全てが変形となっているものもある。
このような分類では、知識がないと部首を用いて漢字を検索できない。今日の漢和辞典では、「忄」を部首としたり、部首の索引で「忄」から「心」部に誘導するなど、何らかの工夫がされていることも多い。なお、部首索引での「忄」から「心」部への誘導は『字彙』ですでに行われている。
このような変形は幾つかあるが、「衣」部である「衤」は、「ころもへん」と呼ばれるなど、名称にも変形前の痕跡をとどめるものが多い。
歴史的には、初めて漢字を部首によって分類した『説文解字』では、親字が篆書体であったため、「心」も「忄」も同形であった。「心」と「忄」の字形の違いは、篆書体から隷書体に書体が変化した(これを「隷変」と呼ぶ)ときに生まれたものである。
楷書を使用するようになった現在でも、多くの字書では、部首が変形したものを本来の部首に所属させている。そのため、「胴」「胸」など「月（にくづき）」が付く字が、4画の「月部」でなく6画の「肉部」に属するなどの一見不自然な状態が生じている。これを回避するために、同じ字形に見えるものは分けない字書もある。逆に台湾の活字やフォントでは、字形のほうを変化させて部首の違いが容易に分かるようにしている。
中国では、部首としての変形後の字形を「附形部首」と呼んでいる。

### 新字体の扱い
現在の日本では、当用漢字・常用漢字・人名用漢字の新字体によって大幅に字形が変わった漢字がある。それらの漢字の中には、従来の部首を全く含んでいないために検索に適さなくなったものが存在する。例えば旧字体が「萬」（艸部）であった漢字は新字体では「万」となり、「聲」（耳部）は「声」、「圓」（囗部）は「円」となった。
これらの漢字については、各漢和辞典により配置の方針が異なる。
- 旧字体の部首・画数の位置に新字体をそのまま配置する。（万＝艸部9画、声＝耳部11画、円＝囗部10画）
- 新字体に適した部首・画数の位置に配置を変更する。（万＝一部2画、声＝士部4画、円＝冂部2画）

2015年現在発売されている漢和辞典で言えば後者が主流であるが、『新字源』のように前者を採用しているものも存在する。また、『新選漢和辞典』のように改訂によって前者から後者に方針を変更したものもある。
新字体の部首は『康熙字典』のような統一的な基準がないため、各漢和辞典によって部首が異なることもある。例えば「巨」（旧字体は「巨」＝工部）の部首は『漢字源』では二部、『漢辞海』では丨部、『新漢語林』『漢字典』では匚部、日本漢字能力検定協会では工部のままと様々である。

#### 従来の部首を含んでいない新字体
|      | 旧字 (正字) | 従来の 部首 | 新字体 (俗字) | 新字体の 部首の例      | 備考                                                                           |
| ---- | ----------- | ----------- | ------------- | ---------------------- | ------------------------------------------------------------------------------ |
| 0001 | 醫          | 酉部        | 医            | 匸部                   | 匸部を匚部と統合している辞書の場合は匚部                                       |
| 0002 | 爲          | 爪部        | 為            | 火部                   |                                                                                |
| 0003 | 營          | 火部        | 営            | *ツ部・口部            |                                                                                |
| 0004 | 圓          | 囗部        | 円            | 冂部                   |                                                                                |
| 0005 | 鹽          | 鹵部        | 塩            | 土部                   |                                                                                |
| 0006 | 會          | 曰部        | 会            | 人部                   |                                                                                |
| 0007 | 卷          | 卩部        | 巻            | 己部                   |                                                                                |
| 0008 | 歸          | 止部        | 帰            | 巾部・刀部・*リ部      |                                                                                |
| 0009 | 舊          | 臼部        | 旧            | 日部                   |                                                                                |
| 0010 | 巨          | 工部        | 巨            | 工部・二部・丨部・匚部 | 中国では同一字体扱いで『康熙字典』に従い工部 匚部の場合、総画数が1画少なくなる |
| 0011 | 堯          | 土部        | 尭            | 土部・儿部・十部       | 人名用漢字。Unicodeの配列は尢部。                                              |
| 0012 | 缺          | 缶部        | 欠            | 欠部                   | 本来別の意味の2つの字を「欠」にまとめたもので完全な新字体ではない              |
| 0013 | 縣          | 糸部        | 県            | 目部                   |                                                                                |
| 0014 | 兼          | 八部        | 兼            | 八部・*䒑部 ・*ソ部    | 中国では同一字体扱いで『康熙字典』に従い八部                                   |
| 0015 | 嚴          | 口部        | 厳            | *ツ部・攴部            | 中国では厂部に属されることがある。Unicodeの配列も厂部。                        |
| 0016 | 效          | 攴部        | 効            | 力部                   | 当用漢字字体表で力部に分類                                                     |
| 0017 | 號          | 虍部        | 号            | 口部                   |                                                                                |
| 0018 | 寫          | 宀部        | 写            | 冖部                   |                                                                                |
| 0019 | 壽          | 士部        | 寿            | 寸部                   |                                                                                |
| 0020 | 收          | 攴部        | 収            | 又部                   |                                                                                |
| 0021 | 肅          | 聿部        | 粛            | 聿部・米部・彐部       | 新字体にも聿部は含まれると見る辞書と含まれないと見る辞書がある                 |
| 0022 | 處          | 虍部        | 処            | 几部・夂部             |                                                                                |
| 0023 | 敍          | 攴部        | 叙            | 又部                   |                                                                                |
| 0024 | 盡          | 皿部        | 尽            | 尸部                   |                                                                                |
| 0025 | 聲          | 耳部        | 声            | 士部                   |                                                                                |
| 0026 | 全          | 入部        | 全            | 入部・人部・玉部       | 中国では同一字体扱いで『康熙字典』に従い入部                                   |
| 0027 | 鼠          | 鼠部        | 鼡            | 鼠部・*ツ部            | 常用漢字ではない。中国では丨部に属されることがある。大漢和辞典の補巻では几部。 |
| 0028 | 雙          | 隹部        | 双            | 又部                   |                                                                                |
| 0029 | 爭          | 爪部        | 争            | 亅部・*ク部            |                                                                                |
| 0030 | 巢          | 巛部        | 巣            | *ツ部・木部            | 中国では巛部に属されることがある                                               |
| 0031 | 臺          | 至部        | 台            | 口部                   | 本来別の意味の字を代替したもので完全な新字体ではない                           |
| 0032 | 單          | 口部        | 単            | *ツ部・十部            |                                                                                |
| 0033 | 敕          | 攴部        | 勅            | 力部                   | 当用漢字字体表で力部に分類                                                     |
| 0034 | 點          | 黑部        | 点            | 火部                   |                                                                                |
| 0035 | 當          | 田部        | 当            | 小部・彐部             |                                                                                |
| 0036 | 黨          | 黑部        | 党            | 儿部                   |                                                                                |
| 0037 | 鬬・鬪      | 鬥部        | 闘            | 門部                   |                                                                                |
| 0038 | 內          | 入部        | 内            | 入部・冂部             |                                                                                |
| 0039 | 貳          | 貝部        | 弐            | 弋部・二部             |                                                                                |
| 0040 | 霸          | 雨部        | 覇            | 襾部                   | 当用漢字字体表で襾部に分類                                                     |
| 0041 | 賣          | 貝部        | 売            | 士部                   |                                                                                |
| 0042 | 祕          | 示部        | 秘            | 禾部                   |                                                                                |
| 0043 | 竝          | 立部        | 並            | 一部・*䒑部 ・*ソ部    |                                                                                |
| 0044 | 變          | 言部        | 変            | 夊部                   | 夊部を夂部と統合している辞書の場合は夂部                                       |
| 0045 | 辨・辯 瓣   | 辛部 瓜部   | 弁            | 廾部                   | 本来別の意味の4つの字を「弁」にまとめたもので完全な新字体ではない              |
| 0046 | 冒          | 冂部        | 冒            | 曰部・冂部・目部       | 中国では同一字体扱いで『康熙字典』に従い冂部                                   |
| 0047 | 飜          | 飛部        | 翻            | 羽部                   |                                                                                |
| 0048 | 萬          | 艸部        | 万            | 一部                   |                                                                                |
| 0049 | 與          | 臼部        | 与            | 一部                   |                                                                                |
| 0050 | 豫          | 豕部        | 予            | 亅部・*マ部            | 本来別の意味の2つの字を「予」にまとめたもので完全な新字体ではない              |
| 0051 | 餘          | 食部        | 余            | 人部                   | 本来別の意味の2つの字を「余」にまとめたもので完全な新字体ではない              |
| 0052 | 來          | 人部        | 来            | 木部                   |                                                                                |
| 0053 | 賴          | 貝部        | 頼            | 頁部                   | 新字体にも貝部は含まれるがおおむね頁部で扱う                                   |
| 0054 | 兩          | 入部        | 両            | 一部                   |                                                                                |

この他、「竜」（旧字：龍）は日本では龍部（竜部）の0画として扱うが、『康熙字典』では立部の5画に属している。また、「歯」（旧字：齒）は日本では齒部（歯部）の0画、「亀」（旧字：龜）は龜部（亀部）の0画、「斉」（旧字：齊）と「斎」（旧字：齋）は齊部の0画と3画として扱うが、いずれも『康熙字典』には表れない字形で中国の略字形とは異なり、「齒」「龜」「齊」「齋」と同一漢字として見られず止部の8画、乙部の10画、文部の4画と7画に属されることがある。「麦」（旧字：麥）は日本でも『康熙字典』でも麥部（麦部）の0画として扱われているが、中国では夊部の4画に属されることがある。

### 新部首の扱い
新字体が登場したことや、部首が引きにくい漢字を引きやすくすることなどのために、『康熙字典』の214部首に含まれない新部首を作った漢和辞典も少なくない。これらの新部首については『康熙字典』のような統一的な基準がないため各漢和辞典によって異なるが、概ね以下の新部首が存在する。
- ツ部 - 単・営 （『漢字源』『新漢語林』『漢字典』）
- 了部 - 了 （『漢字典』）
- ク部 - 争 （『漢字典』）
- 䒑部 - 並・兼 （『漢字典』）

メ部・マ部（いずれも『漢字典』）など、所属する文字がないものの検索の便宜上作られた新部首もある。
また、現代の活字や楷書体では形状の差がないことから夂部と夊部、匚部と匸部はまとめられることが多くなった。日部と曰部、月部と「にくづき」（本来は肉部）をまとめ、行部の漢字を全て彳部に移動した『新漢語林』のような漢和辞典もある。

### 画数の扱い
漢字の画数を数えるときは一筆で書ける点画を1画と数える。これは、部首においても同様である。
部首の中には通常の明朝体活字と違う画数が定められているものがある。たとえば、「瓜部」は通常の明朝体活字の通りに画数を数えると6画になるが、康熙字典では5画の部首とされている。これを是正するために、日本の漢和辞典では中の部分を2画の「厶」に見えるようにした活字を使用することがある。
中国と日本では、部首や部分の画数が違う場合もある。例えば、「こざとへん・おおざと（阝）」は康熙字典では3画に数え、日本でもそれを踏まえるが、現在の中国では2画とする。なお、「阝」を初めて3画と数えた『字彙』の凡例には、2画部首の「卩」と区別するために3画と数えたという旨が書かれている。「鬼部」は康熙字典では10画の部首であり、日本では10画に数えるが、現在の中国では9画である。これは、中国では日本で4画目としている縦画と7画目としている左払いを繋げて書く字体が正式な字体とされているためである。
また、臣部は康熙字典では左の縦画と下の横画をつなげて6画に数え、現在の中国でも6画に数えているが、現在日本では7画に数えるため、漢和辞典によっては部首の位置を7画のところに移動させたり、部首の位置が6画のままでも常用漢字に限って7画に数えたりしている。

## 中華人民共和国の部首
中華人民共和国では部首と画数に加えて筆画の形（筆形）を利用することが多い。筆形を「横・竪・撇・点・折」の5種類に大別し、これを五筆と呼ぶ。同一画数の文字は最初の画により、最初の画も同じなら第2画……のように配列する。これによって同一画数の字が検索しやすくなっている。
中華人民共和国の字書・漢字辞典では、日本同様に字義を重視して康熙字典に準じた部首を採用するもの、字形を重視して索引の便を図るものの両者が並立している。人部と亻部を別の部首に分離したり、人部と入部、日部と曰部をそれぞれ統合したり、行部を彳部に含めたりするなど、『康熙字典』の214部首とは違う扱いをしているものが多い。代表的な字書である『中華字海』は210部首、『漢語大字典』では200部首としている。『新華字典』の1971年版や『現代漢語詞典』初版の部首索引は189部首だった。『辞海』は『康熙字典』の214部首をベースにしつつも大量の新設部首を導入するなどして250部首の体系を採用しているのが特徴的である。
また、中華人民共和国では簡体字を正書法としており、例えば言偏は2画の「讠」に書き換えられるが、偏でない単体の「言」や脚にある「誓」などの場合は7画の「言」のままとなっている。「貝」の簡体字「贝」は、どの場所にあっても用いるが、この場合でも部首としての画数は7画のままのことが多い。

### 漢字部首表
部首の扱いを統一するため、1983年に「漢字統一部首表」草案が作られ、2009年に「漢字部首表」として正式に実施された。また「GB13000.1字符集漢字部首帰部規範」ではGB13000.1（GBK）のすべての字について部首と画数を定義した。この方式では201部首（附形部首は100種類）を採用している。『新華字典』『現代漢語詞典』の部首索引はこの方式に従っている。
旧来の部首から二部・爻部・玄部・用部・禸部・舛部・行部・鬯部・黹部などが除かれ（たとえば「舛」は夕部、「行」は彳部、「用」は冂部に入れる）、また乙部と亅部、人部と入部、匚部と匸部、土部と士部、夂部と夊部、日部と曰部などはひとつにまとめられている。新設の部首として「业部」と「龺部」がある。同一画数の部首は筆形順に並べられる。各漢字の部首への所属は以下のような優先順序で決められる。
1. 漢字の左・上・外に部首があれば、それを取る。「和」は禾部、「暮」は艹部、「巡」は辶部など。
2. 漢字の右・下・内に部首があれば、それを取る。「颖」は页部、「黎」は氺部、「载」は车部など。
3. 漢字を左から右、上から下に見ていって、部首があればそれを取る。「嬲」は田部、「釐」は攵部、「舞」は夕部など。
4. 最初の筆画を部首とする。「甫」は一部、「年」は丿部、「夬」は乛部など。

- 規則 1. 2. 3. で部首を取る位置が確定したときには、なるべく多くの画数で部首を取る。
- 規則 4. を適用する場合を除き、他の筆画と交差する形で部首を取ることはできない。

## 漢字と部首
ある漢字がどの部首に分類されるかは字書による。日本の漢和辞典の多くは、『康熙字典』の分類か、その変形である。なお、日本では部首の名称に「正式」なものはない（字書により異なる）。

### 部首の基準

#### 形声文字
形声文字では、意味を表す部分の部首に分類されることが多い。たとえば「銅」の字は、左半分の金属を意味する「釒」（金偏、かねへん）を部首とすることが普通である。これは、字書では「金」の部に置かれる。
漢字の90%以上を占める形声文字は、意味を示す「意符」の部分と、音を示す「音符」の部分によって成っている。形声文字では部首の部分が意符となることが多いため、読みなどの知識があれば、部首を比較的容易に見つけることができる。
似たような文字の例を二組挙げる。
- 「投」と「殴」: 「投」の字は「殳」が音符で意符は「手」、したがって「手部」に属する。「殴」の字は「区」が音符で意符は「殳」、したがって「殳部」に属する。
- 「閥」と「聞」: 「閥」の字は「伐」が音符で意符は「門」、したがって「門部」に属する。「聞」の字は「門」が音符で意符は「耳」、したがって「耳部」に属する。

しかし、意符が部首になっていない場合は、便宜上字形によって分類するため、部首が分かりにくいことがある。例えば「輝」は意符「光」と音符「軍」から成るが、『康熙字典』のように「光部」を設けていない場合、なるべく画数の多いパーツとして「車部」に入れるのが一般的である。

#### 形声文字以外
会意文字では、構成要素がいずれも「意符」にあたり、部首分類は字書による。たとえば、「相」は木と目の会意文字である。「木部」「目部」のうち、説文解字でも康熙字典でも旁の「目部」に分類している。「男」は田と力の会意文字であり、康熙字典では上部の「田部」に、説文解字では「男部」に分類している。ただし会意文字であっても、「赤」（「大」＋「火」）、「香」（「黍」＋「口」）など、その字自体を意符とする形声または会意文字などがある程度の数存在する（それぞれ、赧赫赭、馥馨馞など）ために、その字自体が部首となっているものもある。
象形文字や指事文字の場合は、「日」「月」「一」「二」などのように、それ自体が部首の場合は当然その部首に属することになるが、その他の象形文字は「曲」→「曰部」や「象」→「豕部」など便宜上字形によって分類することになる。指事文字では「本」「末」→いずれも「木部」など元になった象形文字の部首に属するものもあるが、「上」「下」「三」→いずれも「一部」など字形によって分類されているものもある。
そもそも、偏旁のように、分離した部分が無い文字では、分類は必然的に分かりにくい。たとえば康熙字典では「事」は「亅」部に、「垂」は「土」部に置かれる。
字形の変化のため、便宜上字形によって分類せざるを得なくなり、部首が分かりにくくなっているものもある。例えば「具」という文字は「鼎」と「廾」の会意文字で、『説文解字』では「廾部(𠬞部)」に分類しているが、楷書の字形がもはや「廾」の原型をとどめていないので、現代の字書は字形によって「八部」に分類している。

### 部首の型と位置
心部とされうる部分は、いくつかの変形がある。
- 「志」の字の下側。これは、ほぼそのままの形である。
- 「快」の字の左側、「忄」。これは、普通「りっしんべん」と呼ばれる。
- 「慕」の字の下側、「㣺」。これは、普通「したごころ」と呼ばれる。

これらは、いずれも心に関係した意味を表す。字書により、これら全てを「心」部に入れたり、引き易くするために、形を重視して各々を別の部首としたりする。
一方で、部首は、原則として文字のグループに共通する意味を表すので、部首のつく位置は必ずしも一定していない。たとえば「鳥」が「鴃（もず）」のように偏となることも、「鶏（にわとり）」のように旁となることも、「鳧（けり）」のように冠となることも、「鶯（うぐいす）」のように脚となることもあるが、どの位置についてもそれが「鳥部」の字であることに変わりはない。「言」は偏になることが多いので「ごんべん（言偏）」と呼ばれているが、「誓」などのように偏以外の位置につくこともあり、そうしたものも「言部」の字であることに変わりはない。
部首の多くは偏旁冠脚（へんぼうかんきゃく）、すなわち左、右、上、下などの部分である。それらの位置を図示する。
また、例の漢字の後の下線部は、その漢字の部首である（カッコ内は部首の一般的な呼ばれ方）。
- 偏（へん）：左の位置型。例：略は田（「たへん」）と各。
- 旁（つくり）：右の位置型。例：順は川と頁（「おおがい」）。
- 冠（かんむり）：上部の位置型。例：歩は止（「とめる」）と少。
- 脚（あし）：下部の位置型。例：志は士と心（「こころ」）。
- 他の上下分割
  - ：上部と下部に分かれる位置型。例：亘は上下に分かれた二（「に」）と日。
  - ：中央部の位置型。例：昼は尺と日（「ひ」）と一。
- 垂（たれ）：上部の左から下部に垂れ下がる位置型。例：房は戸（「とだれ」）と方。
- 繞（にょう）：左から下部に沿う位置型。例：起は走（「そうにょう」）と己。
- 構（かまえ）：全体を包む位置型。例：国は囗（「くにがまえ」）と玉。
  - 構の変形
    - ：下部開き包み型。例：間は門（「もんがまえ」）と日。
    - ：上部開き包み型。例：凶は凵（「うけばこ」）とメ。
    - ：右部開き包み型。例：医は匚（「はこがまえ」）と矢。
    - ：右肩包み型。例：式は弋（「しきがまえ」）と工。
    - ：左右に分かれ位置する包み型。例：街は行（「ゆきがまえ」）と圭。

文字の部分のうち部首となるのは、旁（字の右側）よりも偏（左側）、あるいは脚（下側）よりも冠（上側）の方が多い。

## 康熙字典をもとにした部首の一覧
字体の変更による康煕字典とのずれは、「(jp)」と付いているものは日本の新字体、「(cn)」は中華人民共和国の簡体字。
配列は画数順によった。部首の名称は字書にて慣用的に用いられているものを示した。部首の字音をそのまま部首の名称として用いているものは片仮名で表記した。

### 一画
- 一 - イチ
- 丨 - ぼう、たてぼう
- 丶 - てん
- 丿 - の、はらいぼう
- 乙 - オツ、おつにょう、つりばり
- 亅 - はねぼう、ケツ、かぎ

### 二画
- 二 - ニ
- 亠 - けいさんかんむり、なべぶた、けさんかんむり
- 人；亻 - ひと、にんべん、ひとがしら、ひとやね
- 儿 - にんにょう、ひとあし
- 入 - いる、いりがしら、いりやね、ニュウ
- 八 - ハチ、はちがしら
- 冂 - けいがまえ、まきがまえ、どうがまえ、えんがまえ
- 冖 - わかんむり、べきかんむり
- 冫 - にすい
- 几 - つくえ、きにょう、つくえきにょう、かぜかんむり、かぜがまえ
- 凵 - かんにょう、うけばこ
- 刀；刂 - かたな、りっとう
- 力 - ちから
- 勹 - つつみがまえ
- 匕 - ヒ、さじ、さじのひ
- 匚 - はこがまえ
- 匸 - かくしがまえ
- 十 - ジュウ
- 卜 - ボク、ぼくのと、うらない
- 卩 - ふしづくり、まげわりふ、わりふ
- 厂 - がんだれ
- 厶 - む
- 又 - また

### 三画
- 口 - くち、くちへん
- 囗 - くにがまえ
- 土 - つち、つちへん
- 士 - さむらい、さむらいかんむり
- 夂 - ふゆがしら、ちかんむり、のまたかんむり
- 夊 - すいにょう、なつあし
- 夕 - ゆう、ゆうべ、た
- 大 - ダイ、だいかんむり、だいかしら
- 女 - おんな、おんなへん
- 子 - こ、こへん、こども、こどもへん
- 宀 - うかんむり
- 寸 - スン
- 小 - ショウ、ちいさい、しょうがしら、なおがしら
- 尢；尣 - だいのまげあし、まげあし、おうにょう、オウ
- 尸 - しかばね、しかばねかんむり、かばね、かばねだれ
- 屮 - テツ、くさのめ、めばえ
- 山 - やま、やまへん
- 巛；川 - まがりかわ、かわ、さんぽがわ
- 工 - コウ、たくみへん、たくみ
- 己；已；巳 - コ、キ、おのれ、イ、すでに、シ、み
- 巾 - はば、はばへん、きんへん、きんべん
- 干 - カン、いちじゅう、ほす
- 幺 - ヨウ、いとがしら
- 广 - まだれ
- 廴 - えんにょう、えんにゅう、いんにょう
- 廾 - キョウ、こまぬき、にじゅうあし
- 弋 - ヨク、しきがまえ、いぐるみ
- 弓 - ゆみ、ゆみへん
- 彐；彐；彑 - けいがしら、いのこがしら
- 彡 - さんづくり、けかざり、かみかざり
- 彳 - ぎょうにんべん

### 四画
- 心；忄；⺗ - こころ、りっしんべん、したごころ
- 戈 - ほこ、ほこづくり、ほこがまえ、たすき、かのほこ
- 戶；戸(jp)；户(cn) - と、とかんむり、とだれ、とびらのと
- 手；扌 - て、てへん
- 支 - しにょう、えだにょう、じゅうまた
- 攴；攵 - ぼくづくり、ぼくにょう、のぶん、しぶん、とまた
- 文 - ブン、ぶんにょう、ふみつくり
- 斗 - とます、ます、ト
- 斤 - おの、おのづくり、キン
- 方 - ホウ、ほうへん、かたへん
- 无；旡 - なし、ブ、むにょう、すでのつくり
- 日 - ひ、にち、ひへん、にちへん
- 曰 - ひらび、いわく
- 月 - つき、つきへん、ふなづき
- 木 - き、きへん
- 欠 - あくび、かける、けんづくり
- 止 - とめる、とめへん
- 歹；歺 - ガツ、がつへん、かばねへん、しにがまえ、いちたへん
- 殳 - ほこづくり、ほこ、るまた
- 毋；母 - なかれ、はは、ははのかん
- 比 - ヒ、ならびひ、くらべる
- 毛 - け
- 氏 - うじ
- 气 - きがまえ
- 水；氵；氺 - みず、さんずい、したみず
- 火；灬 - ひ、ひへん、れっか、れんが
- 爪；爫 - つめ、そうにょう、つめかんむり
- 父 - ちち
- 爻 - コウ
- 爿 - ショウ、しょうへん
- 片 - かた、かたへん
- 牙 - きば、きばへん
- 牛；牜 - うし、うしへん
- 犬；犭 - いぬ、けものへん

### 五画
- 玄 - ゲン
- 玉；王 - たま、たまへん、おうへん
- 瓜 - うり
- 瓦 - かわら
- 甘 - あまい、カン
- 生 - セイ、ショウ、いきる、うまれる
- 用 - ヨウ、もちいる
- 田 - た、たへん
- 疋 - ヒキ、ひきへん
- 疒 - やまいだれ
- 癶 - はつがしら
- 白 - しろ、しろへん
- 皮 - けがわ、ひのかわ
- 皿 - さら
- 目；罒 - め、めへん、よこめ、あみがしら
- 矛 - ほこ、ほこへん
- 矢 - や、やへん
- 石 - いし、いしへん
- 示；礻；⺬ - しめす、しめすへん、ねへん
- 禸 - ぐうのあし
- 禾 - いね、いねへん、のぎ、のぎへん
- 穴 - あな、あなかんむり
- 立 - たつ、たつへん

### 六画
- 竹；⺮ - たけ、たけかんむり
- 米 - こめ、こめへん
- 糸 - いと、いとへん
- 缶 - ほとぎ、ほとぎへん、フ、カン
- 网；罒 - あみめ、あみがしら、よんがしら
- 羊 - ひつじ、ひつじへん
- 羽；羽 - はね
- 老；耂 - おいる、おいかんむり、おいがしら
- 而 - しこうして、しかして
- 耒 - らいすき、すきへん
- 耳 - みみ、みみへん
- 聿 - イツ、ふでづくり
- 肉；月 - ニク、にくづき
- 臣 - シン
- 自 - ジ、みずから
- 至 - いたる、いたるへん
- 臼 - うす
- 舌 - した、したへん
- 舛 - まいあし、ます
- 舟 - ふね、ふねへん
- 艮 - コン、ゴン、こんづくり、ごんづくり、ねづくり、うしとら
- 色 - いろ
- 艸；艹 - くさ、くさかんむり、そうこう
- 虍 - とらかんむり、とらがしら
- 虫 - むし、むしへん
- 血 - ち
- 行 - ゆきがまえ、ぎょうがまえ
- 衣；衤 - ころも、ころもへん
- 襾；西；覀 - おおいかんむり、にし

### 七画
- 見；见(cn) - みる
- 角 - つの、つのへん
- 言；訁；讠(cn) - ことば、ゲン、ごんべん
- 谷 - たに、たにへん
- 豆 - まめ、まめへん
- 豕 - いのこ、いのこへん、ぶた
- 豸 - むじなへん
- 貝；贝(cn) - かい、かいへん、こがい
- 赤 - あか、あかへん
- 走 - はしる、そうにょう
- 足；𧾷 - あし、あしへん
- 身 - み、みへん
- 車；车(cn) - くるま、くるまへん
- 辛 - シン、からい
- 辰 - しんのたつ
- 辵；辶 - しんにょう、しんにゅう
- 邑；⻏ - むら、おおざと
- 酉 - とりへん、ひよみのとり、さけのとり、とり
- 釆 - のごめ、のごめへん
- 里 - さと、さとへん

### 八画
- 金；釒；钅(cn) - かね、かねへん
- 長；长(cn) - ながい
- 門；门(cn) - モン、もんがまえ、かどがまえ
- 阜；⻖ - おか、こざとへん
- 隶 - れいづくり
- 隹 - ふるとり
- 雨 - あめ、あめかんむり
- 靑；青(jp/cn) - あお
- 非 - あらず、ヒ

### 九画
- 面 - メン
- 革 - かわへん、つくりがわ
- 韋；韦(cn) - なめしがわ
- 韭 - にら
- 音 - おと、おとへん
- 頁；页(cn) - おおがい、いちのかい
- 風；风(cn) - かぜ
- 飛；飞(cn) - とぶ
- 食；飠；饣(cn) - ショク、しょくへん
- 首 - くび
- 香 - かおり、カ

### 十画
- 馬；马(cn) - うま、うまへん
- 骨 - ほね、ほねへん
- 高 - たかい
- 髟 - かみかんむり、かみがしら
- 鬥 - とうがまえ、たたかいがまえ
- 鬯 - チョウ、においざけ
- 鬲 - かなえ、レキ
- 鬼 - おに、きにょう

### 十一画
- 魚；鱼(cn) - うお、さかな、うおへん
- 鳥；鸟(cn) - とり、とりへん
- 鹵 ; 卤 (cn) - しお、ロ
- 鹿 - しか
- 麥；麦(jp/cn) - むぎ、ばくにょう
- 麻 - あさ、あさかんむり

### 十二画
- 黃；黄(jp/cn) - き
- 黍 - きび
- 黑；黒(jp) - くろ
- 黹 - ぬいとり、ふつへん、チ

### 十三画
- 黽；黾(cn) - べんあし、かえる、ベン
- 鼎 - かなえ、テイ
- 鼓 - つづみ
- 鼠 - ねずみ、ねずみへん

### 十四画
- 鼻 - はな、はなへん
- 齊；斉(jp)；齐(cn) - セイ

### 十五画
- 齒；歯(jp)；齿(cn) - は、はへん

### 十六画
- 龍；竜(jp)；龙(cn) - リュウ
- 龜；亀(jp)；龟(cn) - かめ

### 十七画
- 龠 - ヤク、ふえ、やくのふえ、

## 近現代に考案された部首数の少ない部首体系
現在日本では康熙字典の部首体系が標準的となっているが、20世紀にはより少ない部首数による部首体系が提案されたこともある。
中華人民共和国によるものを除けば、次のような部首体系が提案された。

### 統一基準漢字明朝書体帳の153部首体系
昭和30年代前半、朝日新聞では、本社ごとにばらばらだった活字を統一的に整備するため、新聞製作に必要な当時の当用漢字や、朝日新聞で採用した拡張新字体（朝日文字）を含む4000の漢字を選定し、「統一基準漢字明朝書体帳」と呼ばれる活字設計の基準となる社内資料を作成した。それには選定された4000字に合わせて康熙字典の214部首から大幅に整理した153部首の体系を採用し、その中には康熙字典にない新設部首も若干含まれ、また康熙字典では変形扱いしている部首も別立てしている場合がある。この部首体系では部首の最大画数は11画である。また、この部首体系では、削除した部首に所属していた漢字を残った部首（や新設部首）のいずれかに移動したり、新設部首に適当な漢字を所属させたりしている他、従来の部首の間でも適宜移動を行っているが、康熙字典での伝統的な扱いと同様、字形からどう部首を抽出するかの統一的なルールはない。
次の一覧では、カッコ内は変形部首である。
- 1画 - 一 丨 丶 丿 乙(乚) 亅
- 2画 - 二 亠 𠆢 亻 儿 八 冂 冖 冫 几 凵 刀 刂 力 勹 匕 匚 十 卩 厂 厶 又 𠂉 ク マ メ
- 3画 - 口 囗 土 士 夂 夕 大 女 子 宀 寸 小(⺌) ツ 尸 山 川 工 己 巾 幺 广 廴 廾 弋 弓 彡 彳 䒑 扌 氵 犭 艹 ⻏〈おおざと〉 ⻖〈こざとへん〉 辶 忄
- 4画 - 心 戈 戸 攵 斤 方 日 月 木 欠 止 歹 殳 毛 氏 水 火 灬 爫 片 牛(牜) 犬 王 耂 龶 礻
- 5画 - 瓦 田 疋 疒 癶 白 皮 皿	目 矢 石 示 禾 立 四(罒) 𡗗 [镸-厶]
- 6画 - 竹(⺮) 米 糸 羽 耒 耳 自 臼 舌 舟 艮 虍 虫 血 衣 西(覀) 曲
- 7画 - 見 角 言 貝 走 足(𧾷) 身 車 酉 里
- 8画 - 金 門 隹 雨(⻗) 非 𠦝
- 9画 - 音 頁 食(飠)
- 10画 - 馬 骨 鬼
- 11画 - 魚 鳥 鹵

この部首体系における所属変更の例を次に示す：
- 削除した部首に所属していた漢字 - 甘（甘→一）、鼓（鼓→士）、黍（黍→禾）、率（玄→亠）、撃（手→車）、禽（禸→𠆢）
- 新設部首への移動 - 午（十→𠂉）、負（貝→ク）、希（巾→メ）、前（刀→䒑）、奉（大→𡗗）、朝（月→𠦝）
  - 以上の2つが同時に当てはまる例 - 年（干→𠂉）、亀（龜→ク）、矛（矛→マ）、青（靑→龶）、曲（曰→曲）、韓（韋→𠦝）
- 従来の部首間での移動 - 夜（夕→亠）、光（儿→⺌）、牢（牛→宀）、相（目→木）、和（口→禾）、聞（耳→門）

### Spahn & Hadamitzkyの79部首体系
英語圏で販売されている漢英辞典の一つであるSpahn & Hadamitzkyの「The Kanji Dictionary」では、JIS第1・第2水準を含む6000字ほどの親字（異体を含めると7000字ほど）を対象に部首分類を行っているが、この辞典では従来の部首から大幅に削減した79部首の体系を採用している。特に、画数の多い複雑な字形の部首は、特に多くの漢字に用いられるものを残して大部分削除されている。字形のみから一定のルールに従って部首の所属を決定できる点や、1画の部首を設けていないことも特徴的である。それぞれの部首には画数により、2a・2b・2c…、3a・3b・3c…などといったコードがl（小文字エル）を欠番として付される。この部首体系では、「部首を持たない漢字」もあり、それは疑似部首の0a部に配属され、0a部は中国の古字書における「雑部」に似た役割を持ち、この辞書の冒頭・末尾に画数順に配列される。
次の一覧では、カッコ内は異体である。PCでの漢字表現の制約上、原典とは若干字形の表現が異なっていたり、原典にある若干字形の表現が異なる異体を省略している場合がある。一部に日本の一般的な扱いとは異なる画数としている部首もある。
- 2画 - 2a亻(人・𠆢) 2b冫 2c子(了) 2d阝〈こざとへん・おおざと〉 2e卩 2f刂(リ・刀) 2g力 2h又 2i冖 2j亠 2k十 2m⺊(卜) 2nク 2oソ 2p厂 2q辶(辶・廴) 2r冂 2s𠘨 2t匚
- 3画 - 3a氵(水・[永-丶]・氺) 3b土 3c扌(手) 3d口 3e女 3f巾 3g犭(犬) 3h弓 3i彳 3j彡 3k艹 3m宀 3n⺌(小・ツ) 3o山 3p士 3q广 3r尸 3s囗
- 4画 - 4a木 4b月 4c日 4d火(灬) 4e礻(示) 4f王(玉) 4g牛 4h方 4i攵(夂) 4j欠 4k心(忄・⺗) 4m戸(戶) 4n戈(弋)
- 5画 - 5a石 5b立 5c目 5d禾 5e衤(衣) 5f田 5g罒 5h皿 5i疒
- 6画 - 6a糸 6b米 6c舟 6d虫 6e耳 6f⺮(竹)
- 7画 - 7a言 7b貝 7c車 7d𧾷(足) 7e酉
- 8画 - 8a金 8b飠(食・𩙿) 8c隹 8d⻗(雨) 8e門(鬥)
- 9画 - 9a頁
- 10画 - 10a馬
- 11画 - 11a魚 11b鳥
- (0a)

この辞典での部首決定法のルールは次の順序となっているという。
- 1.全体→2.偏→3.旁→4.冠→5.脚→6.囲み(垂・繞・構)→7.あらゆる位置で部首を探す(a.唯一→b.多画→c.最左→d.最高)→8.部首なし(0a部)